# 사랑과 거짓말
《사랑과 거짓말》(일본어: 恋と嘘)은 무사요가 원작한 일본의 만화 작품이다. 2014년 8월부터 2022년 1월까지 《망가 박스》(DeNA)에서 연재했다.

## 줄거리
주인공 네지마 유카리는 16세 생일을 맞은 날 결정된 장래의 결혼상대가 알려지는 정부 통지를 받는다. 미래의 아내가 되는 사나다 리리나와의 결혼을 전제로 한 교제가 스타트했다. 그러나, 유카리는 생일 전날에 초등학교때부터 좋아했던 것을 고백해, 모두 서로 사랑하는 것을 알고, 키스를 주고 받은 상대인 타카사키 미사키가 존재한다는 것을 리리나에게 솔직하게 이야기한다.

## TV 애니메이션
2017년 2월에 TV 애니메이션화가 발표해, 동년 7월부터 9월까지 방영되었다.